# 顔笑れ!!
「顔笑れ!!」（がんばれ!!）は、さくら学院の6thシングル。2013年10月9日にUNIVERSAL Jから発売された。
「さくら学院×産経新聞アプリ『顔笑れ!!』プロジェクト」と称して、スマートフォン向けアプリ内におけるプロモーションが行われた。

## 概要
2013年度のさくら学院新体制第1弾であり、さくら学院6番目のシングル曲である。さくら学院初の応援歌として制作されており、「憂鬱な月曜日をふっ飛ばすロックンロールナンバー!!」がテーマとなっている。産経新聞やさくら学院日誌において連動企画も行われた。「顔笑れ」というフレーズは、「頑張れ」の意味を示す言葉として、さくら学院の学院日誌などにおいても多用されており、LoGiRL「さくら学院の放課後!〜学んdeマンデー!〜」においても「月曜から顔笑れ」のコーナー名に使われている。ミュージックビデオではリレー形式で走る映像で、当時の生徒会長である堀内まり菜がアンカーとして武道館に到着する内容となっている。「顔笑れ!!」は初回限定盤A、初回限定盤B、通常盤の3タイプでリリースされた。また、「さくら学院祭☆2013」CD付のライブチケット版では、「目指せ!スーパーレディー -2013年度-」が収録された。

## 解説

### 顔笑れ!!
作詞をTHE イナズマ戦隊の上中丈弥、作曲を爆風スランプのパッパラー河合が担当しており、疾走感あふれるロックナンバーに仕上げられている。さくら学院校長の倉本美津留は「『がんばれ』はプレッシャーをかける言葉だからあまりよくないとされ気味の昨今。だけど、本当にそうなのだろうか？ がんばった向こう側には“しやわせ”があるはず。『がんばれ』はステキな言葉なんだ。さくら学院では『頑張れ！』ではなく『顔笑れ!!』と書くことにした。笑顔に向かって行こう！ という最高の応援だ!!」とタイトルの意味について解説している。

### Pumpkin Parade
ハロウィンをテーマにしたさくら学院によるパーティソングである。毎年秋に行われる学院祭ライブでの定番曲となっている。

### Welcome to My Computer
「情報科学」をテーマに、EHAMICが科学部 科学究明機構ロヂカ?に書き下ろした楽曲。EHAMICはこの曲について「ネットワーク上で日々交わされている膨大なおしゃべりは、まるでダンスフロアのように熱気を帯びています。ぜひライブではロヂカ？の3人と一緒に声をあげ、彼女たちが作り上げるコンピュータ・ダンスフロアにログインしてみてくださいね」とコメントしている。

### あちゃ!ちゃ!カリー
カレーをテーマに、みきとPがクッキング部 ミニパティに提供した楽曲。ミニパティの3人が大好きなカレーがテーマということもあり、制作に先立ち3人にカレーに関するアンケートを行っている。

## ミュージックビデオ

### 顔笑れ!!
南広志プロディース、村松真緒ディレクション。さくら学院が初ライブを行った横浜赤レンガ倉庫から、さくら学院がライブ開催の場所として目標のひとつに掲げている日本武道館までのおよそ32kmの道のりを、生徒12名で区間を分け、駅伝で走破するというドキュメンタリー風に仕上げられている。
走行順　
第1走者:菊地最愛 - 第2走者:野津友那乃 - 第3走者:杉﨑寧々 - 第4走者:白井沙樹 - 第5走者:大賀咲希 - 第6走者:飯田來麗 - 第7走者:田口華 - 第8走者:磯野莉音 - 第9走者:水野由結 - 第10走者:佐藤日向 - 第11走者:山出愛子 - 第12走者:堀内まり菜

## 収録内容

### 通常盤

#### CD
1. 顔笑れ!!
作詞：上中丈弥、作曲・編曲：パッパラー河合
2. Pumpkin Parade
作詞・作曲：本田光史郎、編曲：Koshiro Honda
3. 顔笑れ!!（instrumental）
4. Pumpkin Parade（instrumental）

### 初回限定盤A

#### CD
1. 顔笑れ!!
2. Welcome to My Computer / 科学部 科学究明機構ロヂカ?
作詞・作曲・編曲：EHAMIC
3. 顔笑れ!!（instrumental）
4. Welcome to My Computer（SOUND ONLY）

#### DVD
1. 顔笑れ!!（Music Video）

### 初回限定盤B

#### CD
1. 顔笑れ!!
2. あちゃ!ちゃ!カリー / クッキング部 ミニパティ
作詞・作曲・編曲：みきとP
3. 顔笑れ!!（instrumental）
4. あちゃ!ちゃ!カリー（instrumental） / クッキング部 ミニパティ

#### DVD
1. GIRLS-PEDIA presents 「女の子図鑑 vol.1」2013.04.30 @SHIBUYA-AX LIVE